# Liste der Kulturgüter in Oensingen
Die Liste der Kulturgüter in Oensingen enthält alle Objekte in der Gemeinde Oensingen im Kanton Solothurn, die gemäss der Haager Konvention zum Schutz von Kulturgut bei bewaffneten Konflikten, dem Bundesgesetz vom 20. Juni 2014 über den Schutz der Kulturgüter bei bewaffneten Konflikten sowie der Verordnung vom 29. Oktober 2014 über den Schutz der Kulturgüter bei bewaffneten Konflikten unter Schutz stehen.
Objekte der Kategorien A und B sind vollständig in der Liste enthalten, Objekte der Kategorie C fehlen zurzeit (Stand: 1. Januar 2023).

## Kulturgüter
| Foto | | Objekt                                                                                    | Kat. | Typ | Standort                                       | Beschreibung |
| ---- | --- | ----------------------------------------------------------------------------------------- | ---- | --- | ---------------------------------------------- | ------------ |
| ja   | Datei hochladen · Wikidata zu Neu Bechburg (Q1013227)                                                                 | Neu-Bechburg KGS-Nr.: 04637                                                               | A    | G   | Schloss-Strasse 91, 91.1, 91.2 621140 / 238375 |              |
| BW   | Datei hochladen · Wikidata zu Lehnflue, prähistorische und römische Höhensiedlung / mittelalterliche Burg (Q29525195) | Lehnflue (prähistorische und römische Höhensiedlung/mittelalterliche Burg) KGS-Nr.: 09667 | A    | F   | Leenflue 619833 / 237547                       |              |
| BW   | Datei hochladen · Wikidata zu Rislisberghöhle, paläolithische Wohnhöhle (Q114950760)                                  | Rislisberghöhle, paläolithische Wohnhöhle KGS-Nr.: 16506                                  | A    | F   | Rislisberg 619800 / 238530                     |              |
| BW   | Datei hochladen · Wikidata zu Neu Bechburg, mittelalterlicher Schlosshügel (Q114951734)                               | Neu Bechburg, mittelalterlicher Schlosshügel KGS-Nr.: 00905                               | B    | F   | Neu Bechburg 621130 / 238370                   |              |
| BW   | Datei hochladen · Wikidata zu Oberdorf (Jurt), römische Villa / frühmittelalterliches Gräberfeld (Q114951826)         | Oberdorf (Jurt), römische Villa / frühmittelalterliches Gräberfeld KGS-Nr.: 01940         | B    | F   | Oberdorf 621030 / 237830                       |              |
| ja   | Datei hochladen · Wikidata zu Pfarrhaus (Q29881110)                                                                   | Pfarrhaus KGS-Nr.: 04635                                                                  | B    | G   | Ausserbergstrasse 12 621791 / 237907           |              |
| BW   | Datei hochladen · Wikidata zu Ehemalige Arbeiterhäuser mit Remise (Q29881115)                                         | Ehemalige Arbeiterhäuser mit Remise KGS-Nr.: 04638                                        | B    | G   | Solothurnstrasse 65, 67, 69 620853 / 237669    |              |
| ja   | Datei hochladen · Wikidata zu Wohnhaus mit Ökonomieteil (Q29881116)                                                   | Wohnhaus mit Ökonomieteil KGS-Nr.: 11216                                                  | B    | G   | Hauptstrasse 47 621265 / 237764                |              |
| BW   | Datei hochladen · Wikidata zu Ehemaliger Gasthof zur Sonne (Q29881109)                                                | Ehemaliger Gasthof zur Sonne KGS-Nr.: 11218                                               | B    | G   | Hauptstrasse 36 621205 / 237723                |              |
| ja   | Datei hochladen · Wikidata zu Alte Schmiede (Q29881104)                                                               | Alte Schmiede KGS-Nr.: 11219                                                              | B    | G   | Hauptstrasse 5 620973 / 237786                 |              |
| ja   | Datei hochladen · Wikidata zu Pfarrkirche St. Georg (Q29881111)                                                       | Pfarrkirche St. Georg KGS-Nr.: 13545                                                      | B    | G   | Ausserbergstrasse 10 621802 / 237913           |              |
| ja   | Datei hochladen · Wikidata zu Alte Schmiede an der Dünnern (Q29881106)                                                | Alte Schmiede an der Dünnern KGS-Nr.: 13546                                               | B    | G   | Bifangweg 1 621800 / 237727                    |              |
| ja   | Datei hochladen · Wikidata zu Pflugerhaus (Q29881114)                                                                 | Pflugerhaus KGS-Nr.: 13547                                                                | B    | G   | Ausserbergstrasse 2 621809 / 237872            |              |